# 罗西街道
罗西街道，是中华人民共和国山東省临沂市罗庄区下辖的一个乡镇级行政单位。

## 行政区划
罗西街道下辖以下地区：
满沟屯村、石埠村、西石埠村、前黄土堰村、后黄土堰村、庙山村、涧头村、涧沟崖村、朱隆村、新河村、红山村、磊石村、新城村和金山村。